# Sparta Kruiseke
Sparta Kruiseke is een Belgische voetbalclub uit Kruiseke. De club is aangesloten bij de KBVB met stamnummer 8114 en heeft groen-wit als kleuren. Kruiseke speelt al heel zijn geschiedenis in de provinciale reeksen. De club heeft naast de eerste ploeg nog één reserveteam en diverse jeugdploegen in competitie.

## Geschiedenis
De club sloot zich in 1974 aan bij de Belgische Voetbalbond en ging er in de laagste provinciale reeksen van start. Sparta Kruiseke bleef er de volgende jaren in de laagste reeksen, Vierde en Derde Provinciale, spelen.